# Hotel Ellis
El Hotel Ellis, antes conocido como el Winecoff Hotel, es un edificio ubicado en el 176 de Peachtree Street NW, en el centro de la ciudad de Atlanta (Georgia). Diseñado por William Lee Stoddart, el edificio de 15 plantas se inauguró en 1913. Está situado junto al 200 de Peachtree, que fue construido como el emblemático Davison's. Fue incluido en el Registro Nacional de Lugares Históricos el 31 de marzo de 2009. El Hotel Ellis es más conocido por el incendio que se produjo allí el 7 de diciembre de 1946, en el que murieron 119 personas.

## Incendio

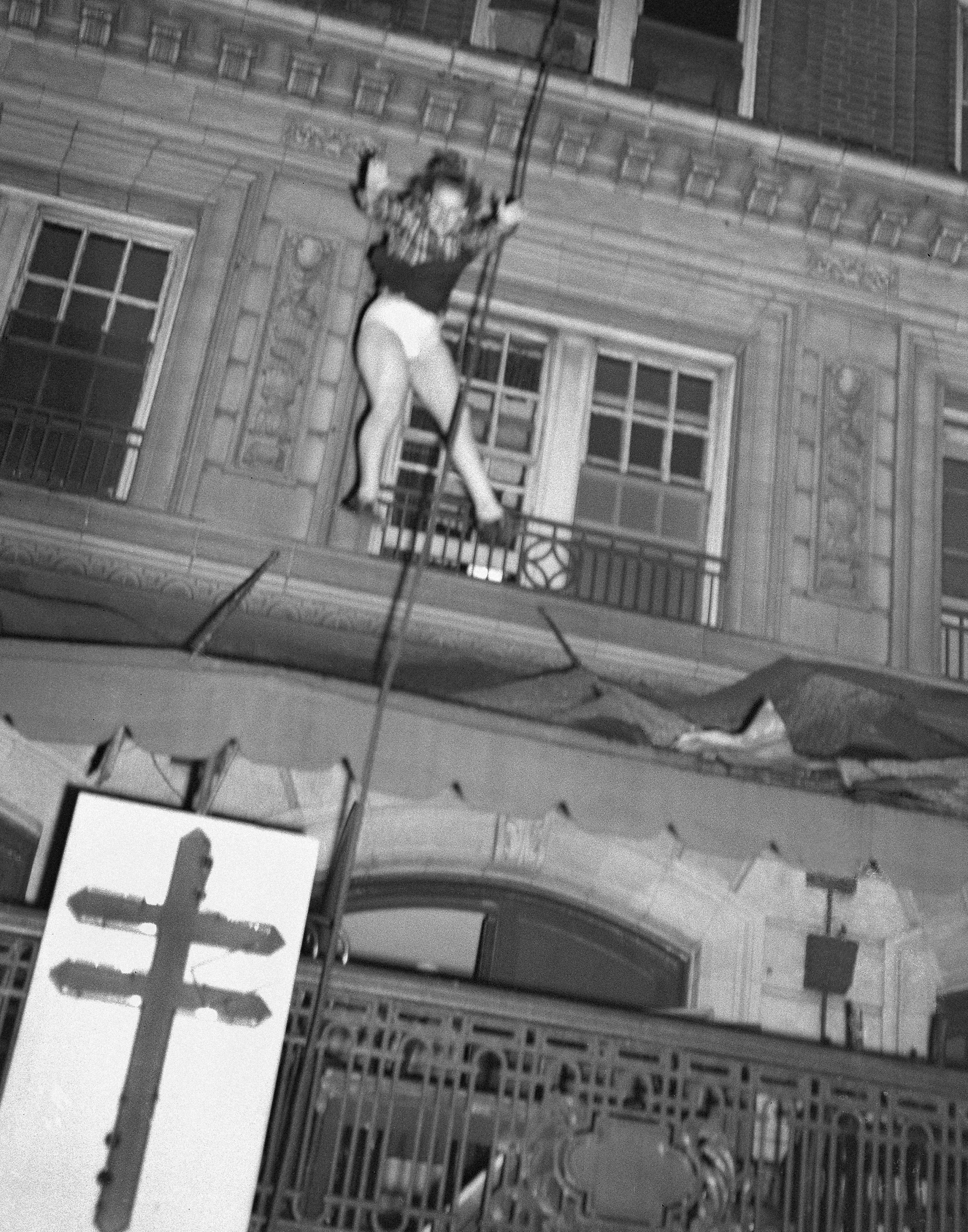
Instantánea recogida por Hardy con Daisy McCumber saltando del hotel durante el incendio de 1946.

El hotel es más conocido por el incendio que se produjo allí el 7 de diciembre de 1946, en el que murieron 119 personas. Sigue siendo el incendio de hotel más mortífero de la historia de Estados Unidos, y provocó muchos cambios en los códigos de construcción. Entre los huéspedes del hotel esa noche había adolescentes que asistían a una conferencia de jóvenes en el gobierno (Asamblea de Jóvenes) patrocinada por la YMCA estatal de Georgia, compradores navideños y gente que estaba en la ciudad para ver la película Song of the South. Arnold Hardy, un estudiante de posgrado de 24 años de Georgia Tech, se convirtió en el primer aficionado en ganar un premio Pulitzer de fotografía por su instantánea de una mujer en el aire tras saltar desde el undécimo piso del hotel durante el incendio. La saltadora era Daisy McCumber, de 41 años. Sufrió múltiples fracturas y finalmente le amputaron una pierna. En estas circunstancias, siguió trabajando hasta su jubilación y murió en 1992.

## Reapertura
En abril de 1951, el hotel volvió a abrir sus puertas con el nombre de Peachtree Hotel on Peachtree, estando equipado con alarmas contra incendios y sistemas de rociadores automáticos. En 1967, fue donado a la Convención Bautista de Georgia para alojar a personas mayores, y luego se vendió repetidamente a una serie de posibles promotores.
El vestíbulo destruido sirvió de tienda de recuerdos durante los Juegos Olímpicos de 1996.
Tras más de dos décadas de desocupación, en abril de 2006 se inició un proyecto de renovación de 23 millones de dólares. El proyecto convirtió el edificio en un hotel boutique de lujo, llamado Ellis Hotel por la calle que recorre el lado norte del edificio. Se reabrió el 1 de octubre de 2007.